# Daphniphyllum himalayense
Daphniphyllum himalayense là một loài thực vật có hoa trong họ Daphniphyllaceae. Loài này được (Benth.) Müll.Arg. miêu tả khoa học đầu tiên năm 1869.